# Kloster
 For alternative betydninger, se Kloster (flertydig). (Se også artikler, som begynder med Kloster)
Kloster (latin: claustrum for "indelukke") betegner dels et bygningsværk, dels et religiøst fællesskab, som lever adskilt fra det øvrige samfund efter en klosterordens særlige bestemmelser
Der findes klostre indenfor flere religioner.

## Kristne klostre
Det kristne klostervæsen begyndte i 200-tallet med eneboere i den egyptiske ørken, og fra 451 var det en anerkendt del af kirken. De enkelte samfund af munke og nonner har pligt til at følge en klosterregel. I det katolske Vesteuropa fik Benedikts Regel dominerende indflydelse på klosterlivet, mens Basilios' klosterregel var den mest udbredte i den ortodokse kirke. Berømte ordener indenfor det katolske klostervæsen var Benediktinerordenen, Cistercienserordenen, Augustinerordenen og de lidt senere tiggermunkeordener. I Norden fik Birgittinerordenen, hvis klostre var for både nonner og munke, udbredelse. Efter Reformationen blev de fleste klostre i de protestantiske lande lukket, men klostervæsenet eksisterer fortsat i katolske lande, og der opstår stadig i dag nye ordenssamfund.

## Buddhistiske klostre
Der findes buddhistiske klostre både for kvinder og mænd. De forskellige buddhistiske retninger har alle sit særprægede klostervæsen, men der er en række fællestræk. Klosterlivet er kendetegnet af bøn og meditation, et materielt set enkelt liv, cølibat og studier. Tibet har traditionelt haft et rigt klosterliv; før den kinesiske invasion i 1950'erne var mere end halvparten af den mandlige befolkning ordineret.

## Islamiske klostre
Enkelte broderskaber indenfor sufismen har oprettet fællesskaber der svarer til klostre. De har dog ikke en så klar regel som de kristne eller buddhistiske klostre, og bliver derfor løsere sammenknyttet.

## Hinduistiske klostre
Der findes ikke hinduistiske klostre i streng forstand, da hinduistiske «munke» (sadhuer) lægger vægt på individualitet. Der findes alligevel steder hvor flere eneboere har samlet sig i en ashram, som ofte bliver sammenlignet med et kloster, men som ikke har en fælles regel.